# Овсянников, Сергей Осипович
Сергей Осипович (Иосифович) Овсянников (1880—1937) — русский советский архитектор. Профессор, доктор архитектуры. Специалист по проектированию и строительству промышленных зданий и комплексов.

## Биография
Родился 11 (23) августа 1880 года. В 1902 году поступил в Высшее художественное училище при Императорской Академии художеств, которое окончил 20 мая 1909 года, получив звание художника-архитектора за проект «Курзала на минеральных водах».
В 1910—1911 в качестве помощника Л. Н. Бенуа участвовал в строительстве домов Первого российского страхового общества (Каменноостровский пр., 26—28) и корпуса Бенуа — выставочного здания Русского музея (под его руководством в 1919 году работы были завершены). До революции построил несколько крупных жилых домов (Крюков канал, 14, Большой проспект В. О., 64).
В 1919—1920 занимал должность ответственного строителя и архитектора «Дворца искусств» в Петрограде.
В 1920-х С. О. Овсянников (совместно с А. С. Прониным) становится автором проекта Кузнечного рынка (Кузнечный пер., 3) — монументального здания с элементами барокко и ренессанса, одного из самых ранних памятников советской архитектуры в Петрограде, — и руководит его строительством в 1922—1925 годах.
В 1924 году по его проекту строится электростанция при фабрике Веры Слуцкой (совместно с инженером П. М. Киржаковым) и радиостанция вблизи Тегерана в Персии.
В 1925—1929 он заведует проектным бюро «Ленинградтекстиля». В этот период при активном участии Овсянникова на углу Пионерской и Корпусной улиц реконструируется фабрика «Красное знамя» (по изменённому проекту немецкого архитектора Э. Мендельсона). В 1926 г. по проекту Овсянникова был построен в формах конструктивизма театр-клуб при фабрике «Рабочий» (впоследствии — Дворец культуры им. Н. К. Крупской) на проспекте Обуховской Обороны, 105. В том же году по его проекту (совместно с С. П. Андреевым) была построена прядильно-ткацкая фабрика «Красный маяк» на Выборгской стороне.
В 1929—1931 годах он занимает должность заместителя директора по технической части в Текстильстрое, Стальстрое и Стальпроекте.
С 1931 года — заместитель директора по технической части в Гипрогоре (Ленинград). В марте 1933 года по его собственной просьбе был освобождён от этой должности и назначен консультантом по проектированию гражданских сооружений «с оставлением Председателем Научно-Экспертного совета СГС и членом НЭС Сектора планировки». В декабре 1934 зачислен на должность председателя Архитектурно-технического совета и ответственным по архитектурному проектированию, а также председателем Президиума Технического Экспертного Совета (ТЭС) Гипрогора.
Крупнейшим произведением С. О. Овсянникова стал большой комплекс жилых, административных и промышленных зданий нового города Хибиногорска (Кировска) на Кольском полуострове (с М. М. Синявером, 1936). Здесь решалась задача комплексного освоения нового края с учётом новых сложных требований. Под руководством Овсянникова был разработан генплан и основные объемно-планировочные решения. Это была его последняя работа — в 1937 году он скончался.
Проекты С. О. Овсянникова участвовали во многих архитектурных конкурсах, получив более 35 премий, из них несколько международных. В частности, им был выполнены проекты Народного дома в Риге (1929, соавтор Б. С. Помпеев), лаборатории имени Орджоникидзе Машиностроительного института в Лесном (в соавторстве с М. М. Синявером), Дома правительства Карело-финской ССР в Петрозаводске (1932, соавтор М. М. Синявер), «Дома художника» на улице Красных Зорь (соавтор М. М. Синявер).
С 1911 года С. О. Овсянников вёл педагогическую деятельность в должностях от преподавателя до профессора и зав. кафедрой в техникумах (Строительный, Политехникум и Индустриальный) и институтах (Политехнический практический, ЛИИКС, Пролетарского изобразительного искусства, Военно-инженерной академии). В 1916—1917 гг. преподавал на Женских политехнических курсах.

## Проекты и постройки

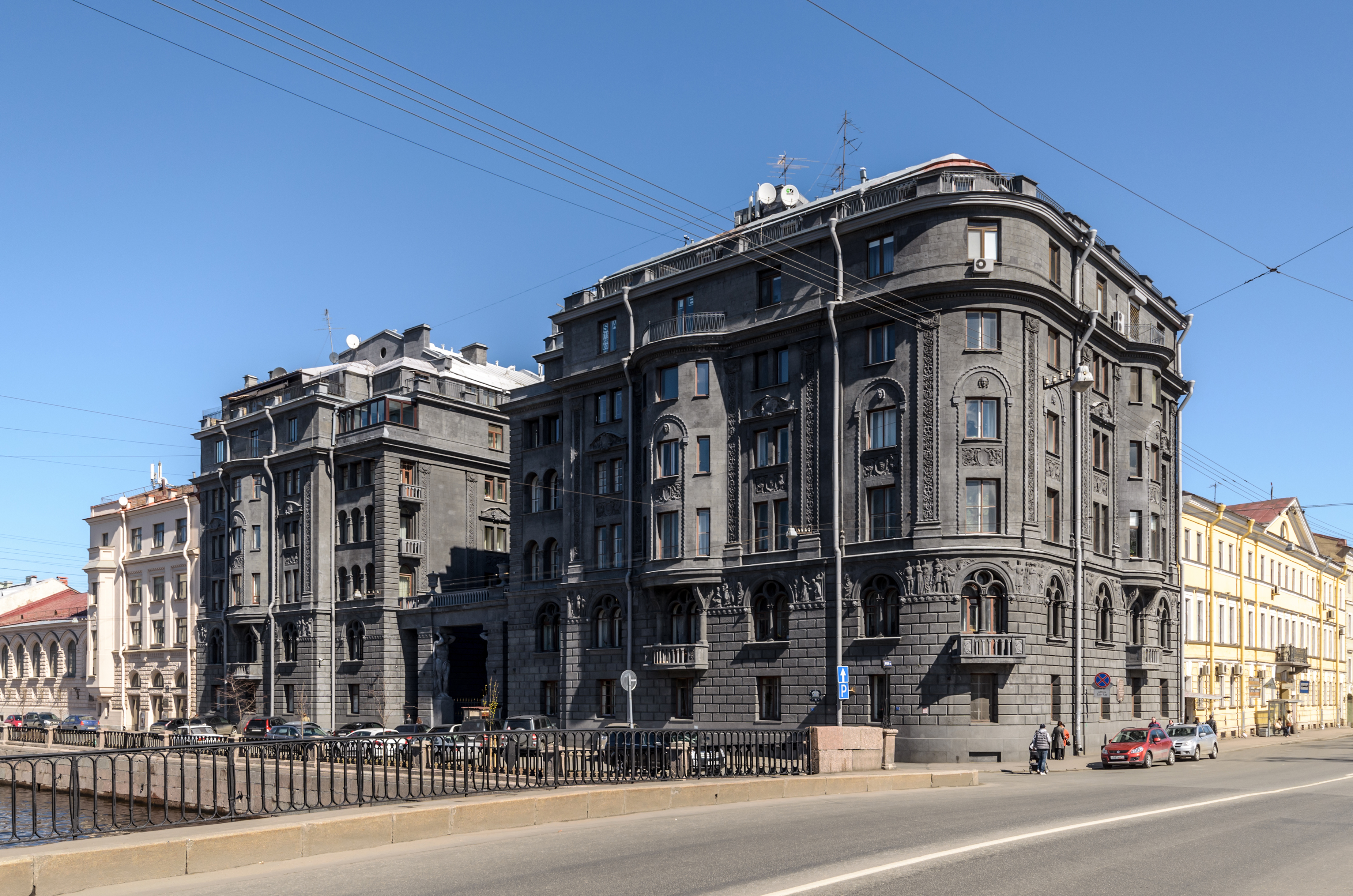
Доходный дом Веге

- Доходные дома (в том числе доходный дом Р. Г. Веге, Наб. Крюкова канала, 14/пр. Римского-Корсакова, 41)
- Кузнечный рынок в Ленинграде (1922—1925 гг.)
- Театр-клуб при фабрике «Рабочий» (Дом Культуры Текстилей, ныне Дворец культуры им. Н. К. Крупской)
- Фабрика «Красное знамя» на Петроградской стороне
- Прядильно-ткацкая фабрика «Красный маяк» на Выборгской стороне (1926 г.; инж. Виляевский Н. Г.)
- Электрическая станция при фабрике им. Веры Слуцкой Ленинградтекстиля (соавтор гражд. инж. Киржаков П. М.)
- Радиостанция близ Тегерана в Персии (1924 г.)
- Планировка и застройка г. Хибиногорска (Кировска)
- Народный дом в Риге (1929 г.; конкурс международный; 2-я премия; соавтор Помпеев Б. С.)
- Лаборатория им. Орджоникидзе Машиностроительного института в Лесном в Ленинграде (соавтор Синявер М. М.)
- Жилмассив «Городок текстильщиков» (1929—1931 гг.) на Лесном пр., д. 59 (проект Производственного отдела треста Ленинградтекстиль)
- Дом правительства Карелии в Петрозаводске (1932 г.; конкурс; соавтор Синявер М. М.)
- Дом художника на ул. Красных Зорь (соавтор Синявер М. М.)
- Церковь Николая Чудотворца в Белогорке